# Осьминожки
«Осьминожки» — советский мультипликационный фильм по стихотворению Эдуарда Успенского «Разноцветная семейка». В нём рассказывается о том, как папы-осьминоги перепутали своих детей.

## Сюжет
На дне моря живёт папа-осьминог. Вместе с ним живут его жена и несколько прекрасных маленьких осьминожков. Папа приводит своих детей домой, а ключа от дома не оказалось. Малыши не растерялись и попали в дом через открытое окно. Осьминог тоже попытался пролезть туда, но тут открылась дверь, и вышла мама-осьминожка.
Перед родителями встала непростая задача — вымыть своих детишек. Она оказалась сложной, потому что осьминожки решили попроказничать и для этого использовали свою возможность менять цвета. В итоге маме-осьминожке пришлось мыть одного и того же малыша несколько раз, а остальные так и остались грязными. За дело взялся папа-осьминог. Он сложил всех в одну авоську и вымыл всех разом.
На следующий день осьминожка собралась в гости к своей подруге — камбале. Она оставила своему мужу целый список дел, которых нужно сделать. Первым пунктом было разбудить малышей, потом одеть и умыть. Здесь у отца не возникло проблем, но вот с четвёртым пунктом списка возникли некоторые сложности. Накормить детей рыбьим жиром, который никто не любит, оказалось очень сложно. В итоге, кое-как справившись с кормёжкой, повёл папа-осьминог своих детей гулять.
Пока несколько осьминожков играли в безобидные игры, один из них нашёл где-то рогатку и начал стрелять из неё в медузу. Потом он попал в рака, который схватил его и отнёс отцу. Папа слегка отшлёпал сорванца и отпустил.
Позже к папе-осьминогу подошёл другой осьминог и заявил, что тот отшлёпал его сына, и теперь он должен дать ему отшлёпать своего. Тот согласен, поскольку сам считает, его детей давно пора научить уму-разуму. Вскоре отцы поняли, что перепутали своих детей, и просто не могут разобрать, где чьи. Папы решили разделить детей поровну, но их оказалось нечётное количество (19), и отцам пришлось сидеть и ждать своих жён. Ведь только они смогут разобраться с этой проблемой.
После титров жёны осьминогов помогли своим мужьям всё решить.

## Создатели
- Автор сценария — Эдуард Успенский
- Режиссёр — Раса Страутмане
- Художник-постановщик — Александр Сичкарь
- Оператор — Владимир Милованов
- Композитор — Игорь Ефремов
- Звукооператор — Виталий Азаровский
- Стихи читает: Михаил Козаков[a]
- Поют: Клара Румянова и Юрий Сагьянц
- Художники:
  - Ю. Белов
  - Т. Великород
  - Аида Зябликова
  - А. Левчик
  - И. Медник
  - К. Прыткова
  - О. Прянишникова
  - В. Спорыхин
  - И. Самохин
  - С. Степанов
- Монтажёр — М. Трусова
- Редактор — Алиса Феодориди

## Критика
Ольга Немова и Анна Бурухина в научной статье 2014 года утверждали, что в советских мультфильмах традиционные семейные ценности встречались чаще, чем в современных, приводя в качестве примера, в том числе, мультфильм «Осьминожки», героями которого были две многодетные семьи с похожими между собой озорниками-детьми.
Людмила Грицай, анализируя в научной статье основные черты образа семьи и семейного воспитания в советской и российской мультипликации, в качестве примера приводит фильм «Осьминожки». Пересказав сюжет фильма, автор приходит к выводу, что в фильме :

 преобладает тенденция, которую мы можем обозначить как ценностный приоритет материнского воспитания по отношению к отцовскому. 
Газета «Ведомости» относит фильм «Осьминожки» к числу самых известных мультфильмов, снятых по сценарию Эдуарда Успенского.
Журналист и литературный критик Лиза Биргер в статье для интернет-издания «Кинопоиск» включила в число двенадцати самых важных (из более чем пятидесяти) мультфильмов по сценариям Эдуарда Успенского короткую ленту «Осьминожки», снятую Расой Страутмане по стихотворению Успенского за 10 лет до «Обезьянок» по сценарию Григория Остера. Героем «Осьминожек» являлся нерадивый папа-осьминог, которому никак не удавалось справиться с оравой осьминожек-хулиганов, чья мама пошла наведаться к глубоководной камбале. По утверждению Биргер, у Успенского всегда с мамами было что-то не так, чаще всего дети в его произведениях были сиротами, как Чебурашка. Но если уж мама появлялась, то, как в «Простоквашино», с её появлением всё приходило в порядок. Вот и бедный папа-осьминог, которому ничего не удавалось поделать (ни поколотить, ни покормить), уселся грустить в ожидании мамы, которая придёт и обязательно во всём разберётся.
Просмотр отрывков из фильма «Осьминожки» входит в Дополнительную общеобразовательную общеразвивающую программу «Моя родина – Россия» для учащихся 5–7 лет Муниципального автономного учреждения дополнительного образования «Военно-патриотический парк «Патриот» (Новокузнецк) .
Мультфильм «Осьминожки» используется для занятий, художественного квеста «для стимуляции ходьбы детей с ДЦП, осваивающих навык с помощью взрослых» .
В мультимедийном центре «Союзмультпарк» создан аттракцион по мотивам четырёх известных мультфильмов, в число которых вошёл мультфильм «Осьминожки»  .